# Deutsch Müllmen
Deutsch Müllmen (polnisch Wierzch) ist ein Ort in der Stadt- und Landgemeinde Oberglogau (Głogówek) im Powiat Prudnicki der Woiwodschaft Opole in Polen.

## Geographie
Das Angerdorf Deutsch Müllmen liegt sechs Kilometer westlich von Oberglogau, 16 Kilometer östlich von Prudnik (Neustadt O.S.) und 48 Kilometer südwestlich von Opole (Oppeln) in der Nizina Śląska. Durch den Ort fließt der Bach Graniczówki.
Nachbarorte von Deutsch Müllmen sind im Norden Polnisch Müllmen (Mionów), im Osten Mochau (Mochów) und Dirschelwitz (Dzierżysławice), im Süden Racławice Śląskie (Deutsch Rasselwitz) und im Westen Nowy Browiniec (Deutsch Probnitz).

## Geschichte

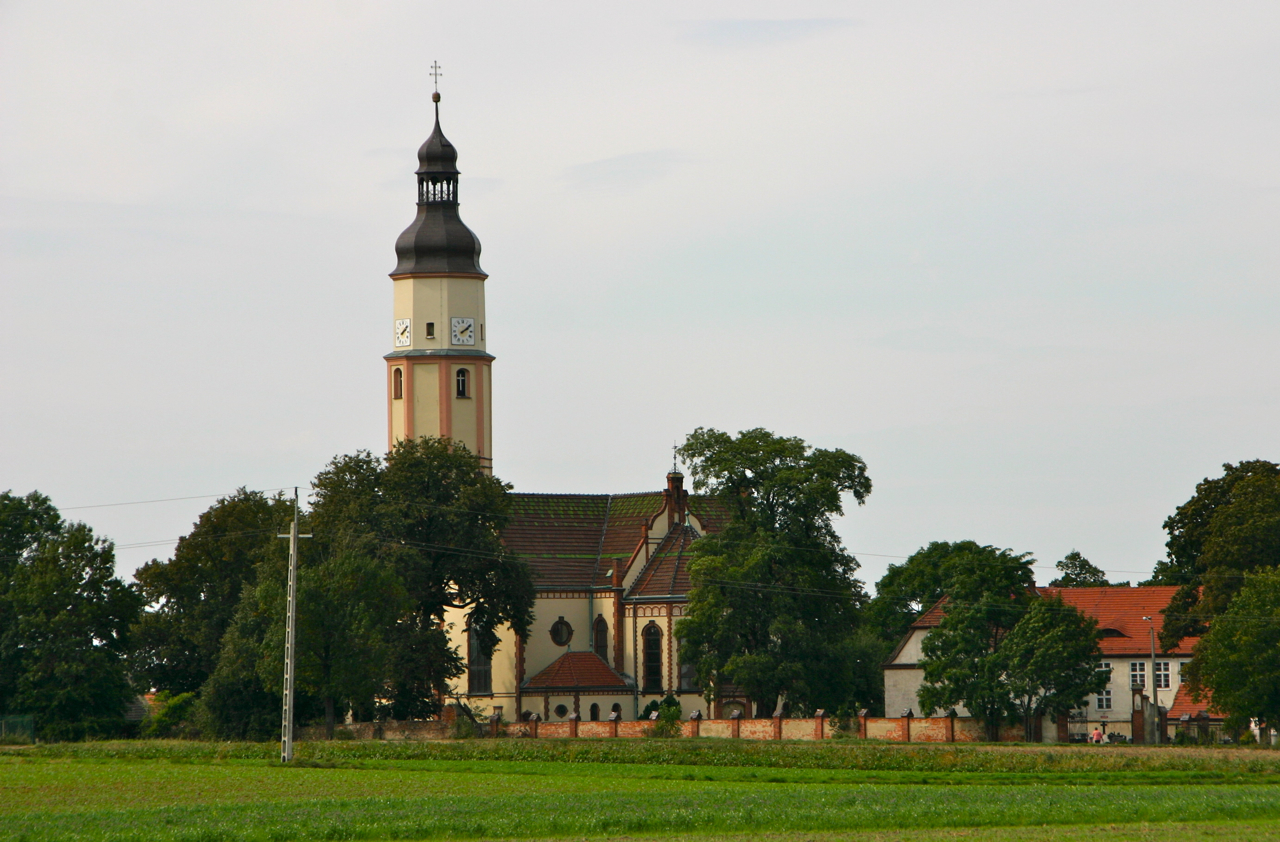
Laurentiuskirche

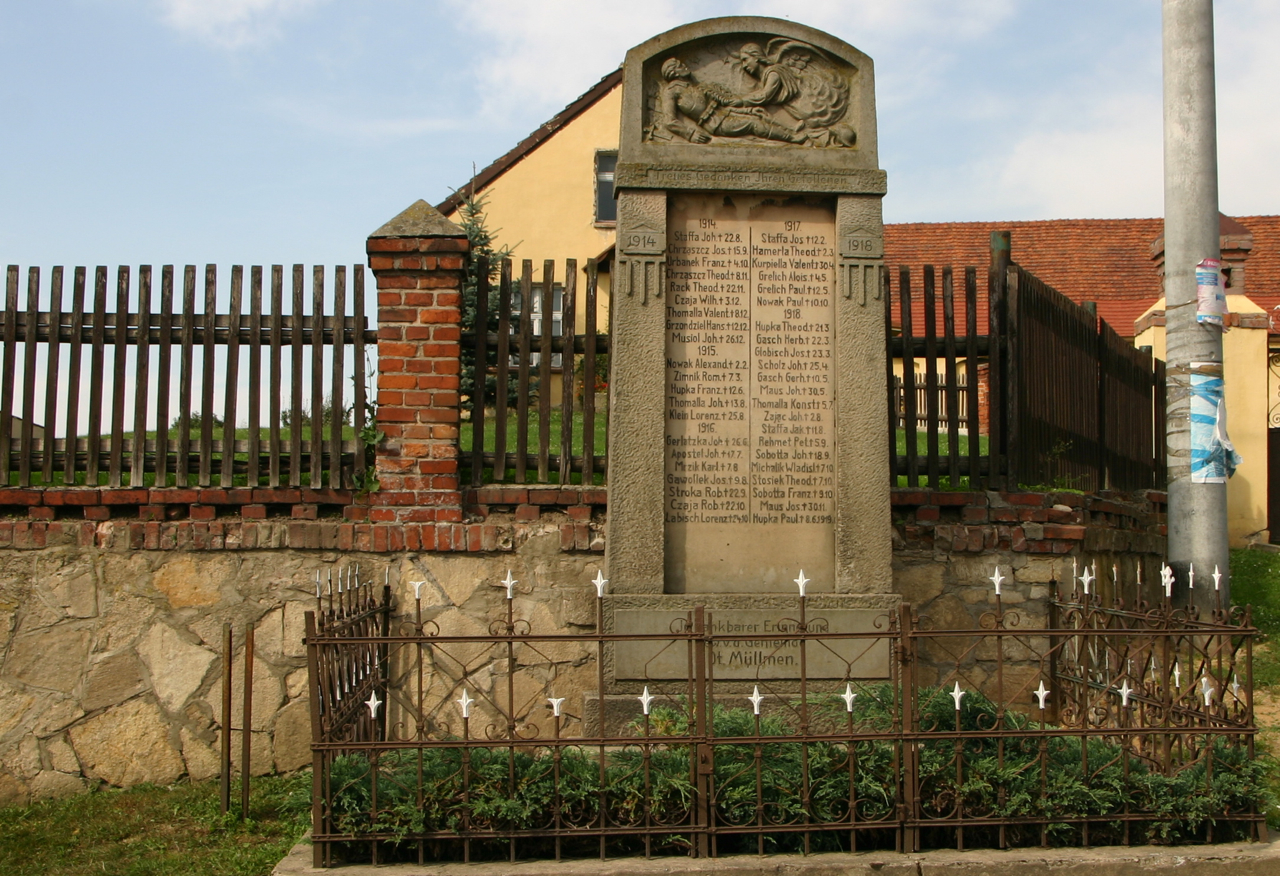
Denkmal für die Gefallenen des Ersten Weltkriegs

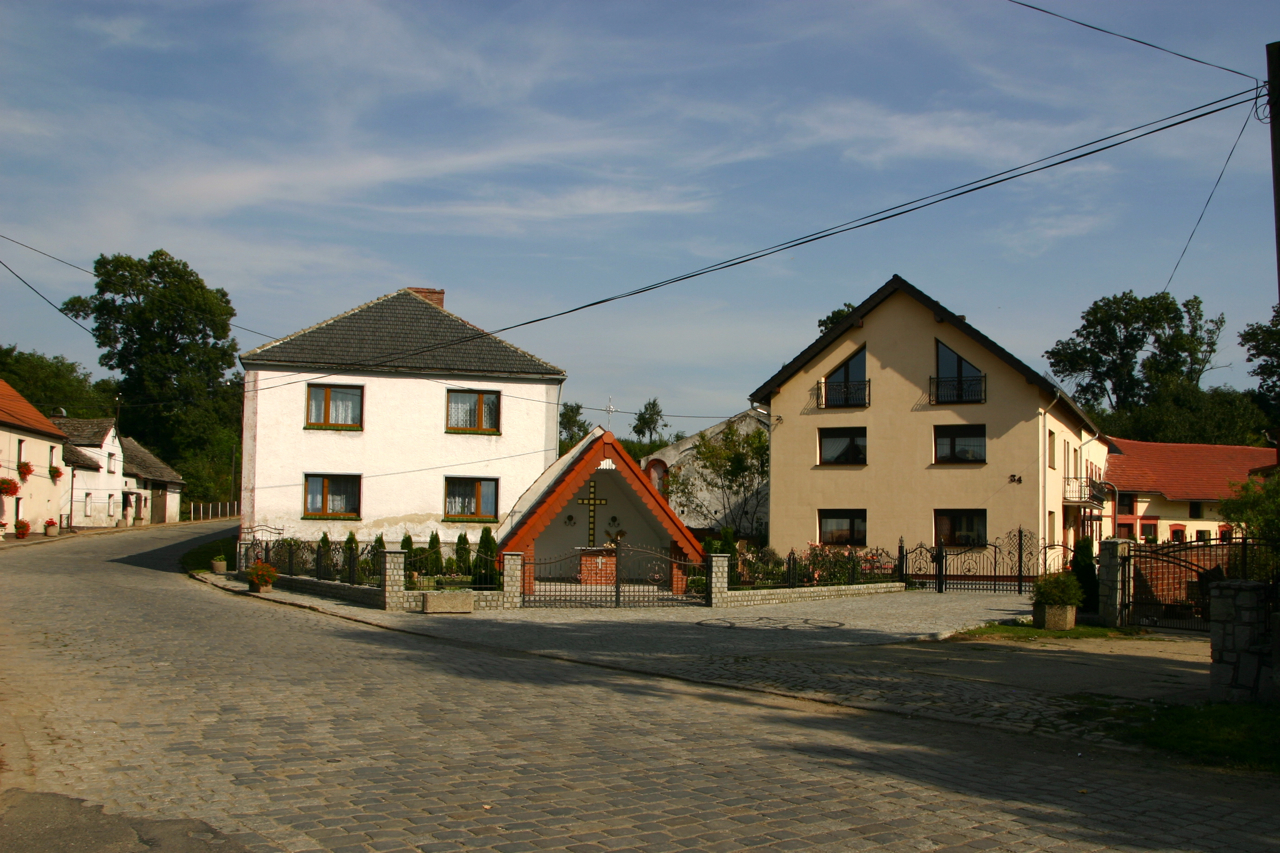
Ortsbild

„Virk“ wurde erstmals im Jahre 1217 urkundlich erwähnt. Der Ortsname leitet sich vom tschechischen Wort Vrch (= Hügel) ab, was auf die Lage des Dorfes hinweist. 1371 wurde der Ort als Milwano erwähnt.
Nach der Neugliederung der Provinz Schlesien gehörte die Landgemeinde Deutsch Müllmen ab 1816 zum Landkreis Neustadt O.S., mit dem sie bis 1945 verbunden blieb. 1845 bestanden im Ort eine katholische Kirche, eine katholische Schule, eine Brauerei, eine Brennerei, zwei Wirtshäuser, eine Tabakhandlung und 93 Häuser. Im gleichen Jahr zählte Deutsch Müllmen 652 katholische Einwohner. 1865 hatte der Ort 658 Einwohner, 25 Bauern-, 36 Gärtner- und 33 Häuslerstellen. Damals hatte Deutsch Müllmen eine katholische Schule mit 250 Schülern. 1874 wurde der Amtsbezirk Deutsch Müllmen gegründet, dem die Landgemeinden Deutsch Müllmen, Polnisch Müllmen und Wilkau eingegliedert wurden. Erster Amtsvorsteher war der Bauerngutsbesitzer Johann Gitzler in Deutsch Müllmen. 1885 zählte der Ort 379 Einwohner.
Bei der Volksabstimmung in Oberschlesien am 20. März 1921 stimmten 396 Wahlberechtigte für einen Verbleib bei Deutschland und 168 für Polen. Deutsch Müllmen verblieb beim Deutschen Reich. 1933 lag die Einwohnerzahl bei 743 Einwohnern und 1939 waren es 714 Einwohner.
an Polen.
Als Folge des Zweiten Weltkriegs fiel Deutsch Mülmen 1945 unter polnische Verwaltung. Nachfolgend wurde es Wierzch umbenannt und der Woiwodschaft Schlesien angeschlossen. 1950 wurde es der Woiwodschaft Opole eingegliedert. Seit 1999 gehört es zum Powiat Prudnicki. Am 22. April 2009 wurde in der Gemeinde Oberglogau, der Deutsch Müllmen angehört, Deutsch als zweite Amtssprache eingeführt. Am 1. Dezember 2009 erhielt Wierzch zusätzlich den amtlichen deutschen Ortsnamen Deutsch Müllmen.

## Sehenswürdigkeiten
- Die römisch-katholische Laurentiuskirche (Kościół św. Wawrzyńca) wurde 1899–1900 nach einem Entwurf des Architekten Ludwig Schneider errichtet. Der aus dem 16. Jahrhundert stammende Vorgängerbau wurde abgerissen. Der Kirchturm blieb erhalten und wurde in den Neubau integriert.[6] Der Kirchenbau steht seit 1958 unter Denkmalschutz.[7]
- Denkmal für die Gefallenen des Ersten Weltkriegs
- Denkmal für die Gefallenen des Zweiten Weltkriegs
- Gedenkstein des Gesangsvereins Deutsch Müllmen
- Steinerne Wegekapelle
- Steinernes Wegekreuz

## Vereine
- Deutscher Freundschaftskreis
- Freiwillige Feuerwehr OSP Wierzch

## Persönlichkeiten
- Johannes Chrząszcz (1857–1928), oberschlesischer Priester, besuchte die Volksschule in Deutsch Müllmen
- Franz Strzoda (1857–1928), deutscher Politiker, verstarb in Deutsch Müllmen